# 농촌사랑범국민운동본부
농촌사랑범국민운동 본부는 농업인 삶의 질 향상을 위한 사업, 1 사 1촌 자매결연 추진 및 관리, 도농교류활동 지원 사업, 농업·농촌문화 이해교육, 학술행사 등 문화활동 지원 사업 목적으로 2006년 3월 24일 설립된 대한민국 농림축산식품부 소관의 사단법인이다.
사무실은 서울특별시 중구 새문안길 91번지, 농협중앙회 본관 8층에 있다.

## 주요 사업
- 농업인의 삶의 질 향상을 위한 사업
- 1 사 1촌 자매결연 추진 및 관리
- 도․농교류 활동 지원 사업
- 농업․농촌문화 이해교육
- 학술행사 등 문화활동 지원 사업
- 농업 및 농촌발전을 위한 조사․연구의 지원
- 기타 법인 목적을 달성하기 위해 필요한 사업